# 353 هـ
353 هـ هي سنة في التقويم الهجري امتدت مقابلةً في التقويم الميلادي بين سنتي 964 و965.

## أحداث
- الفقيه عبد الله الأصيلي يحج إلى بيت الله.

## مواليد
- علي بن حمود

## وفيات
- أبو عبد الله الرباحي
- بندار بن الحسين
- عبد الله الرازي
- الحسن الكلبي

- ابن السكن